# Броненосцы типа «Terrible»
Броненосцы типа «Terrible» (с фр. — «Ужасающий») — также известные как броненосцы типа «Caiman». Серия из четырёх броненосцев второго класса, построенных для ВМС Франции в 1870—1880-х годах. Предназначались для службы на Балтике и в Средиземном Море, иногда определяются как броненосцы береговой обороны. Вооружались артиллерией самого крупного калибра во всей истории французского военного кораблестроения. Списаны на лом в 1911—1922 годах.

## История
Франко-прусская война 1870—1871 года стала хорошим уроком для французского флота. Строившийся из расчета на ведение войны в открытом море против Великобритании, французский флот не учел специфичных требований к действиям на мелководьях германского побережья и как следствие — всю войну оставался в бездействии, ограничиваясь поддержанием блокады немецких портов.
Подобная ситуация, по мнению французских адмиралов, не должна была повториться. Хотя Великобритания оставалась традиционным противником французского флота, теперь он был обязан также тщательно учитывать возможность боевых действий против Германии и Италии. Германский флот в 1870-х существенно усилился, и хотя все ещё значительно уступал французскому, мог представлять опасность в прибрежных водах Балтики. В то же время, учитывая возможность войны против Великобритании, строить немореходные корабли французы не хотели.
В 1876 году было принято решение о постройке четырёх «броненосцев для Балтики». Это должны были быть небольшие броненосцы 2-го класса, с низким надводным бортом и умеренной мореходностью. При этом, они должны были обладать достаточно высокой скоростью, и вооружением и защитой, превосходящими таковые у любых существующих на тот момент германских броненосцев.

## Конструкция

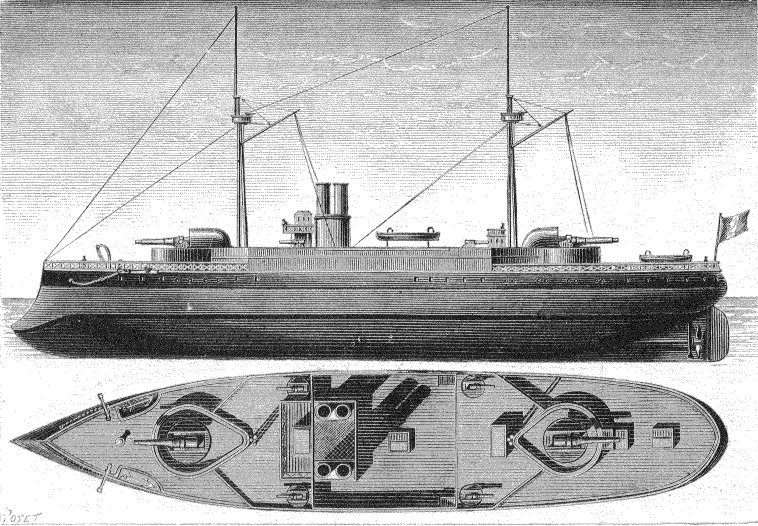
Схема броненосца «Индомптабль»

«Балтийские броненосцы» французского ВМФ были небольшими барбетными кораблями, водоизмещением около 7530 тонн. Они имели очень низкий надводный борт и гладкую верхнюю палубу, без полубака и полуюта. В центре палубы, соединяя основания барбетов, проходила невысокая октагональная надстройка с двумя мостиками (носовым и кормовым), двумя легкими боевыми мачтами и двумя поставленными бок-о-бок спаренными трубами. Корабли имели традиционный для французского кораблестроения сильный завал бортов внутрь.
Из-за необычного, низкобортного силуэта при очень мощном бронировании и вооружении, классификация этих кораблей была затруднительна. Различные источники в разное время относили их то к кораблям береговой обороны, то к океанским броненосцам второго ранга.

### Вооружение
Главный калибр броненосцев типа «Terrible» составляли два огромных 419-миллиметровых 22-калиберных орудия. Эти нарезные казенозарядные монстры, весившие более сотни тонн каждый, были смонтированы в носовой и кормовой барбетных установках и прикрыты от шрапнели и осколков вращающимися куполами, закрывавшими орудие до середины ствола. Пробивная сила орудий была огромна: на малой дистанции они могли пробить более полуметра кованой железной брони. На момент закладки корабля, на Балтике не было ни одного флота, обладавшего хотя бы сопоставимой артиллерией.
Но скорострельность этих пушек была чрезвычайно низкой — из-за сложности обращения с столь тяжелыми орудиями и необходимости установки в диаметральную плоскость и под фиксированный угол возвышения для перезарядки, темп ведения огня не превышал одного выстрела в 5 и более минут даже в идеальной ситуации. Точность и надежность их также вызывали сильные сомнения. Кроме того, сотрясение от выстрелов оказалось очень сильным для небольшого корабля менее чем в восемь тысяч тонн, а при небольшом угле возвышения, пороховые газы полностью разрушали палубный настил.
Вспомогательная артиллерия состояла из четырёх 100-миллиметровых нарезных казенозарядных орудий, стоявших по углам на крыше надстройки корабля. Эти пушки предназначались для поражения небронированых частей броненосцев противника в бою, и поражения легких единиц вроде корветов и канонерских лодок.
Противоминное вооружение было представлено 2-4 (на разных кораблях) 3-фунтовых скорострельных орудий, и 16 однофунтовых револьверных орудий Гочкисса. Орудия были установлены на надстройке корабля, и предназначались как для защиты от миноносцев, так и для обстрела экипажа и уязвимых частей кораблей противника в случае сближения для торпедной или таранной атаки.
Подводное вооружение было представлено четырьмя подводными 356-миллиметровыми торпедными аппаратами. Также корабли серии «Террибле» были оснащены мощным сильно выдающимся вперед тараном из кованого железа.

### Броневая защита

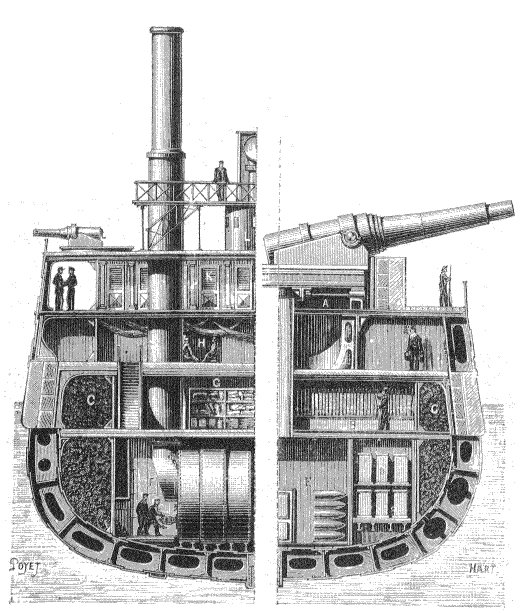

Подобно вооружению, броневая защита была экстраординарно мощной для кораблей столь небольшого водоизмещения. «Террибле» был защищен стальной броней, три последующих корабля несли сталежелезную броню фирмы «Компаунд», обладавшую меньшей прочностью но лучше сопротивлявшуюся растрескиванию.
Мощный броневой пояс тянулся по всей длине корабля, достигая в центральной части (между барбетами главного калибра) максимальной толщины в 510 миллиметров у верхней кромки и 410 миллиметров у нижней. В оконечностях пояс утоньшался: носовая часть была защищена плитами толщиной от 305 мм (верхняя кромка) до 250 мм (нижняя кромка), а кормовая — от 305 мм до 203 мм соответственно. Сразу за поясом находились верхние угольные ямы, дополнительно усиливающие защиту.
Барбеты главного калибра представляли собой грушевидной формы кольца брони, стоящие на главной палубе. В широкой части барбета, на вращающейся платформе располагалось орудие: в узкой задней части (примыкающей к надстройке) находилась гидравлическая аппаратура заряжания. Барбеты прикрывались плитами из 457-миллиметровой брони, а их броневые колпаки, вращающиеся вместе с орудием и долженствующие защищать расчёт от пуль и осколоков, были изготовлены из стали и имели толщину 31 мм.
Ниже уровня верхней палубы бронирование установок главного калибра отсутствовало: барбеты просто стояли на палубе корабля. К расположенным под ватерлинией артиллерийским погребам вели узкие трубы элеваторов, защищенные 210-мм броневыми плитами.
Горизонтальная защита осуществлялась плоской броневой палубой, проходящей вдоль верхней кромки пояса и состоящей из 80 миллиметров железных плит, на 25-миллиметровой стальной основе.

### Силовая установка
Корабли приводились в движение двумя вертикальными компаундовскими паровыми машинами, получавшими пар от двенадцати («Реквин» — десяти) цилиндрических котлов. Общая мощность составляла порядка 6500 л. с., что обеспечивало вполне приемлемую на момент закладки скорость в 14,5-15 узлов. Запас угля составлял 500 тонн, дальность плавания — порядка 7000 км.

## Модернизации

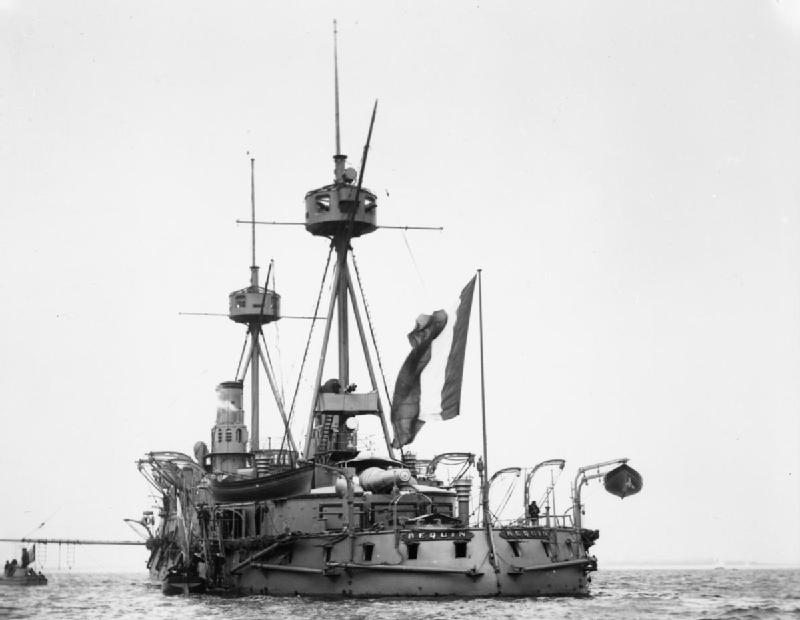
Вид с кормы на броненосец «Рекуин»

Вооружение кораблей типа «Террибль» с самого начала подвергалось сильной критике. Основным нареканием была чрезвычайно низкая скорострельность орудий, что при малых дистанциях боя того времени просто не позволяло произвести более одного-двух выстрелов перед сближением для таранной или торпедной атаки. Вероятность попадания их всего двух орудий, стреляющих в идеальной ситуации не более раза в пять минут, представлялась сомнительной.
В 1898 году, «Террибль», имевший больше всего проблем со своими «обрезаными» пушками попытались перевооружить, заменив чудовищные 419-мм пушки на более современные 330-миллиметровые 35-калиберные орудия образца 1893 года. Огневая мощь корабля существенно возросла: тем не менее было ясно, что простое перевооружение главного калибра не сделает устаревший барбетный корабль современным.
В 1898—1901, три остальных корабля серии — «Каман», «Реквин» и «Индомптабль» — были поставлены на капитальную реконструкцию. Их старые огромные орудия демонтировали и заменили современными башенными установками с 274-миллиметровыми 40-калиберными орудиями, более мощными и скорострельными. Вспомогательное вооружение было пересмотрено: корабли получили шесть 100-миллиметровых скорострельных орудий и четырнадцать новых противоминных 3-фунтовых орудий. Торпедные аппараты «Реквина» демонтировали: на остальных двух кораблях их количество уменьшили до двух. На «Реквине», старые котлы заменили на 12 котлов Никлосса, и прежние две спаренные трубы заменили двумя одинарными.

## Оценка проекта
Броненосцы типа «Terrible» были весьма оригинальными кораблями сравнительно небольшого водоизмещения. В прибрежных водах, где их низкая мореходность практически не сказывалась на боеспособности, эти небольшие корабли превосходили по вооружению, защищенности и скорости все существующие германские и русские броненосцы, и вполне могли сражаться на равных с гораздо более крупными британскими и итальянскими аналогами.
В то же время, назвать эти корабли «хорошими» или «удачными» можно было только для того сравнительно короткого исторического периода, когда они были заложены и введены в строй. В конце 1870-х — начале 1880-х, когда основной артиллерии являлись медленно стреляющие орудия-монстры с огромной пробивной силой, сверхтяжелая артиллерия и толстое, малой площади бронирование «Террибль» вполне соответствовали мировым стандартам. Но появление в конце 1880-х более эффективных тяжелых орудий умеренного калибра (254—343 миллиметровых) с более высокой скорострельностью и увеличенной дистанцией боя, и широкое распространение скорострельных среднекалиберных орудий унитарного заряжания привели к тому, что броненосцы типа «Террибль» быстро устарели. Их короткоствольные орудия-монстры, пригодны лишь для боя на малых дистанциях, были совершенно бессильны против новых, стреляющих на большие дистанции и гораздо быстрее перезаряжающихся тяжелых орудий — в то же время, схема бронирования французских броненосцев делала их совершенно беззащитными против снарядов скорострельных орудий и тонкостенных фугасных снарядов новых тяжелых орудий.
В результате, броненосцы типа «Terrible» стали, своего рода, пределом развития основных направлений кораблестроения своего времени, доведя таковые практически до абсурда. Дальнейшее усовершенствование пошло в сторону более сбалансированных дизайнов.